# Romans d'Isonzo
Romans d'Isonzo (tiếng Friulia: Romans dal Lusinç) là một đô thị ở tỉnh Gorizia thuộc vùng Friuli-Venezia Giulia, nằm ở vị trí cách khoảng 40 km về phía tây bắc của Trieste và khoảng 15 km về phía tây nam của Gorizia. Tại thời điểm ngày 31 tháng 12 năm 2004, đô thị này có dân số 3.611 người và diện tích là 15,4 km².
Đô thị Romans d'Isonzo có các frazioni (đơn vị cấp dưới, chủ yếu là thôn làng) Fratta and Versa.
Romans d'Isonzo giáp các đô thị sau: Gradisca d'Isonzo, Mariano del Friuli, Medea, San Vito al Torre, Tapogliano, Villesse.